# Bukhara Challenger 2003
Il Bukhara Challenger 2003 è stato un torneo di tennis facente parte della categoria ATP Challenger Series nell'ambito dell'ATP Challenger Series 2003. Il torneo si è giocato a Bukhara in Uzbekistan dall'11 al 16 agosto 2003 su campi in cemento.

## Vincitori

### Singolare
Marc-Kevin Goellner ha battuto in finale  Marcos Baghdatis con il punteggio di 7–5, 6(2)–7, 7–6(4)

### Doppio
Aleksej Kedrjuk /  Vadim Kucenko hanno battuto in finale  Mirko Pehar /  Jean-Julien Rojer con il punteggio di 6–4, 7–6(4)